# Ривьера-ди-Поненте
Ривьера-ди-Поненте (итал. Riviera di Ponente) — западное побережье Лигурийского моря, которое вместе с восточным побережьем Ривьера-ди-Леванте, составляет итальянскую Ривьеру.
Ривьера-ди-Поненте протянулась от западной части Генуи до границы с Францией, в пяти километрах от города Ментона. Разделение между Ривьерой-ди-Леванте и Ривьерой-ди-Поненте проходит по устью реки Черуза в административном округе Вольтри города Генуя.
Часть Ривьера-ди-Поненте с центром в городе Савона называется «Ривьера делле Пальме» (дословно — «пальмовая ривьера»), а часть с центром в Сан-Ремо носит название «Ривьера дей Фьори» (дословно — «цветочная ривьера»), в честь издавна сформировавшейся здесь индустрии цветоводства.